# Ordentliches Gesetzgebungsverfahren
Das ordentliche Gesetzgebungsverfahren (OGV) (vor dem Vertrag von Lissabon Mitentscheidungsverfahren oder Kodezisionsverfahren genannt, ursprünglich auch Verfahren nach Art. 189b nach dem Artikel im EG-Vertrag) ist das mittlerweile am häufigsten anzuwendende Gesetzgebungsverfahren in der Rechtsetzung der EU. Es ist in fast allen Bereichen der Gesetzgebung der EU anzuwenden, in denen im Rat der Europäischen Union eine Beschlussfassung mit qualifizierter Mehrheit erfolgt.
Im ordentlichen Gesetzgebungsverfahren ist die Rolle des Europäischen Parlaments besonders stark ausgeprägt: Nach diesem Verfahren kann ohne seine Zustimmung ein Rechtsakt (z. B. Richtlinie oder Verordnung) nicht in Kraft treten. Dies gilt zwar auch für das Zustimmungsverfahren, aber nur im ordentlichen Gesetzgebungsverfahren hat das Europäische Parlament auch das Recht, formelle Abänderungsvorschläge zu beschließen.
Das Mitentscheidungsverfahren wurde erstmals 1992 mit dem Vertrag von Maastricht für bestimmte Politikbereiche der Europäischen Gemeinschaft (EG) eingeführt. Es ist das wichtigste Verfahren im Rahmen der supranationalen Gemeinschaftsmethode.

## Ablauf des Verfahrens
Das Verfahren selbst richtet sich nach Art. 294 Vertrag über die Arbeitsweise der Europäischen Union (AEUV) und umfasst bis zu drei Lesungen.
Die Europäische Kommission hat das alleinige Initiativrecht (in den Verträgen sind Ausnahmen von diesem Prinzip vorgesehen) und schlägt einen Rechtsakt vor. Damit wird das Verfahren eingeleitet.
Das Europäische Parlament (gemäß Art. 225 AEUV) und der Rat der Europäischen Union (gemäß Art. 241 AEUV) können die Europäische Kommission auffordern, einen Rechtsakt vorzuschlagen. Eine solche Aufforderung ist auch Unionsbürgern im Rahmen einer Bürgerinitiative möglich (Art. 11 EU-Vertrag und Art. 24 AEUV).
Neben den in den Verträgen geregelten Verfahrensschritten kann über das gesamte Verfahren hinweg ein sogenannter informeller Trilog, das heißt Beratungen zwischen zwei Mitgliedern des Europäischen Parlaments, dem Ratspräsidenten und der Europäischen Kommission, stattfinden.

### Übersicht

Ordentliches Gesetzgebungsverfahren

### Erste Lesung
Das Europäische Parlament (Parlament) berät über den Gesetzesvorschlag der Kommission und legt mit einfacher Mehrheit der abgegebenen Stimmen (ohne Enthaltungen oder Nichtanwesende zu zählen) seinen Standpunkt fest. Das Parlament kann damit den Vorschlag ohne Änderungen billigen oder Änderungsvorschläge machen.
Darauf folgt die erste Lesung im Rat der Europäischen Union (Rat). Dieser kann per Beschluss mit qualifizierter Mehrheit entweder den Standpunkt des Parlaments annehmen oder einen eigenen Standpunkt erarbeiten. Bestätigt er den Standpunkt des Parlaments, so ist das Verfahren beendet und der Rechtsakt wurde erlassen.
Hat der Rat einen eigenen Standpunkt festgelegt, so informiert er das Europäische Parlament über die Gründe seiner Entscheidung. Auch die Kommission legt ihren Standpunkt in der Sache fest. Die Standpunkte des Rates und der Kommission werden an das Parlament zur zweiten Lesung übermittelt.

### Zweite Lesung
Mit der Verabschiedung des Standpunkts des Rates und dessen Übermittlung an das Parlament beginnt eine dreimonatige Frist für die zweite Lesung.
Das Parlament entscheidet über den Standpunkt des Rates und hat drei Möglichkeiten:
1. Ablehnung (mit absoluter Mehrheit der Mitglieder): Der Rechtsakt ist gescheitert. Die Kommission kann jedoch einen grundlegend überarbeiteten Vorschlag vorlegen (wodurch ein neues Verfahren eingeleitet wird).
2. Annahme (mit einfacher Mehrheit der abgegebenen Stimmen) oder kein Beschluss: Der Rechtsakt ist in der Fassung des Standpunktes erlassen.
3. Annahme von Änderungsvorschlägen (mit absoluter Mehrheit der Mitglieder).

Hat das Parlament Änderungsvorschläge beschlossen, wird der Rat wieder befasst. Er kann den vom Parlament geänderten Text
1. binnen drei Monaten billigen (der Rechtsakt wäre dann erlassen) oder
2. binnen drei Monaten ablehnen oder in der Frist keinen Beschluss fassen (in diesem Fall wird ein Vermittlungsausschuss einberufen).

Über die Billigung der Änderungsvorschläge des Parlaments entscheidet der Rat mit qualifizierter Mehrheit. Hat jedoch die Kommission eine ablehnende Stellungnahme zu den Änderungsvorschlägen des Parlaments abgegeben, so bedarf der Beschluss im Rat der Einstimmigkeit.

### Vermittlungsausschuss
Stimmt der Rat der geänderten Fassung des Parlaments nicht zu, wird ein Vermittlungsausschuss einberufen. Das Verfahren ähnelt dem zwischen Deutschem Bundestag und Bundesrat.
Der Vermittlungsausschuss ist paritätisch aus Vertretern von Rat und Parlament zusammengesetzt (der Ausschuss hat doppelt so viele Mitglieder, wie die Union Mitgliedstaaten hat). Die Kommission nimmt ebenfalls beobachtend teil (Trilog). Innerhalb von sechs Wochen muss eine Entscheidung gefunden werden. Kommt es zu keiner Einigung, ist der Rechtsakt gescheitert. Wird eine Einigung erzielt, folgt binnen sechs Wochen die dritte Lesung.

### Dritte Lesung
In der dritten Lesung stimmen Parlament (mit absoluter Mehrheit der abgegebenen Stimmen) und Rat (mit qualifizierter Mehrheit) über das Ergebnis des Vermittlungsausschusses ab. Lehnt auch nur eines der Organe den Text ab oder fasst auch nur eines der Organe in der sechswöchigen Frist keinen Beschluss, ist der Rechtsakt gescheitert, wird er von beiden bestätigt, ist er angenommen.

## Geschichte und Anwendungsbereiche
Das Verfahren wurde erstmals durch den Vertrag von Maastricht unter der Bezeichnung Mitentscheidungsverfahren in Art. 189b EG-Vertrag eingeführt. Es galt damals nur in einigen wenigen Bereichen, wie beispielsweise das Forschungsrahmenprogramm und die Verbraucherpolitik. Mit den Verträgen von Amsterdam und Nizza kamen weitere Bereiche hinzu, sodass das Verfahren nach dem Vertrag von Nizza in mehr als der Hälfte aller Politikbereiche anzuwenden war. Im Vertrag von Amsterdam wurde das Verfahren zudem vereinfacht, sodass es schneller durchgeführt werden konnte. Aufgrund der Neunummerierung der Vertragsartikel war es nun in Art. 251 EG-Vertrag zu finden.
Mit dem Vertrag von Lissabon erhielt das Mitentscheidungsverfahren seinen neuen Platz in Art. 294 AEU-Vertrag; es wurde in ordentliches Gesetzgebungsverfahren umbenannt und der Anwendungsbereich wurde weiter ausgeweitet. Es ist nun in fast allen Bereichen der Gesetzgebung anzuwenden, in denen im Rat der Europäischen Union eine Beschlussfassung mit qualifizierter Mehrheit erfolgt.
Beispiele für die Anwendung des ordentlichen Gesetzgebungsverfahrens sind:
- Verkehrspolitik
- Umweltpolitik
- Entwicklungspolitik
- Arbeitnehmerschutz
- Freizügigkeit
- Organisation der Agrarmärkte
- Justizielle Zusammenarbeit in Zivilsachen
- Bestimmte Angelegenheiten der Polizeilichen und Justiziellen Zusammenarbeit in Strafsachen
- Grenzschutz und Abbau der Personenkontrollen
- Asylrechtliche Mindestnormen
- Rechte, wie Datenschutz, Schutz vor Diskriminierungen

Nachdem im ordentlichen Gesetzgebungsverfahren der Rat mit qualifizierter Mehrheit entscheidet, wurde im Vertrag von Lissabon für einzelne Politikbereiche vorgesehen, dass einzelne Mitglieder des Rates die Möglichkeit haben, unter Angabe von Gründen den Europäischen Rat mit einem Gesetzgebungsverfahren zu befassen. Dieses Recht ist quasi ein Vetorecht, da das Gesetzgebungsverfahren erst dann wieder aufgenommen wird, wenn im Europäischen Rat ein Konsens zwischen allen Mitgliedstaaten zustande gekommen ist.

## Praxis
In der Praxis zeigt sich, dass nur ein geringer Teil der Mitentscheidungsverfahren – wie das ordentliche Gesetzgebungsverfahren vor dem Vertrag von Lissabon genannt wurde – tatsächlich durch ein Vermittlungsverfahren gelöst werden musste – nicht zuletzt durch das Instrument des informellen Trilogs. Die absolute Zahl der Vermittlungsverfahren blieb nahezu konstant. Im Zeitraum 1994–1999 waren es im Schnitt 12 Vermittlungsverfahren jährlich (was damals 40 % von 30 entsprach). In den parlamentarischen Jahren 1999/2000 waren es 17 (26 % von 65), 2000/2001 20 (30 % von 66), 2001/2002 17 (23 % von 73) und 2002/2003 15 (17 % von 87). Seit 1999 und dem Inkrafttreten des Amsterdamer Vertrages ist es möglich, das Verfahren bereits in erster Lesung abzuschließen. Von dieser Möglichkeit wird auch Gebrauch gemacht: 1999/2000 in 13 Fällen (20 %), 2000/2001 in 19 Fällen (29 %), 2001/2002 ebenfalls in 19 Fällen (26 %) und 2002/2003 in 23 Fällen (27 %).
Das ordentliche Gesetzgebungsverfahren bzw. das Mitentscheidungsverfahren kann jedoch auch in dritter Lesung scheitern – dies geschah zum ersten Mal im Dezember 1994 beim Verfahren zur Patentierbarkeit biotechnologischer Erfindungen (Rothley-Bericht). In diesem Fall muss die Kommission einen neuen Vorschlag vorlegen, und das Verfahren beginnt von vorn.